# Архаин
Архаи́н (англ. archain) — внутриклеточный белок, который характеризуется высоким уровнем сохранности структуры на протяжении эволюции эукариот, то есть с древних времён  («архаичный» белок, отсюда название). Например, архаин растений очень схож с архаином крысы. Предполагается, что архаин участвует в организации и транспорте везикул, так как обладает участками, сходными с клатрином и так называемыми белками теплового шока. Открыт в 1995 году.